# Simon Francesco Orlandi
Simon Francesco Orlandi (... – 1497) è stato un ambasciatore italiano.

## Biografia
Nato nel XV secolo, Simon Francesco Orlandi appartenne al ramo principale della nobile famiglia degli Orlandi.
Simon Francesco è ricordato in numerosi libri per aver convinto nel 1494, Carlo VIII, re dei francesi, ad appoggiare la causa del popolo pisano, che ricordiamo, in quel periodo era soggetta a un duro regime imposto dai fiorentini. Difatti, Orlandi con le sue parole riuscì a commuovere Carlo e l'intera corte al suo seguito, tutto questo davanti ai fiorentini; tale atto di coraggio fece rischiare allo stesso Simon Francesco la vita. Il popolo pisano, però, dopo aver saputo dell'eventuale appoggio del re francese iniziò a rivoltarsi ed il giorno successivo le autorità fiorentine furono costrette alla fuga. Dopo questo atto di sfida nei confronti dei fiorentini, la città di Pisa tentò senza successo la tanto acclamata indipendenza, instaurando la Seconda Repubblica Pisana e combattendo per circa un decennio al fianco dei nemici di Firenze.
Simon Francesco ebbe in totale due figli (Gregorio e Giovanni) e numerose figlie (Maria, Giulia, Nanna, Ludovica, Ceccha, Laurea e Tommasa).
Nel 1497, Simon Francesco morì.